# Maria Liberia-Peters
Maria Liberia-Peters, née le 20 mai 1941 à Willemstad , est une femme politique curacienne, Premier ministre des Antilles néerlandaises en 1984-1986 et 1994-1998.